# Vénus de Renancourt
Les Vénus de Renancourt sont des statuettes du Paléolithique supérieur découvertes entre 2014 et 2019 à Amiens (Somme), lors de fouilles programmées dans le quartier de Renancourt,,. Il s'agit en fait d'une série de 15 statuettes découvertes depuis le démarrage en 2014 du chantier de fouilles. La dernière Vénus découverte en juillet 2019 est la mieux conservée : c'est également la seule qui a été retrouvée entière.

## Fouilles
Les Vénus de Renancourt et autres figurines retrouvées sur le site de Renancourt ont été mises au jour dans le cadre d'un diagnostic archéologique en préalable à la construction d'une ZAC dans le quartier de Renancourt, près d'un site fouillé en 1910 par le préhistorien Victor Commont, dont la collection récoltée fut égarée après sa mort. Le gisement archéologique, parfaitement conservé sous une couche de quatre mètres de lœss, fait l'objet de campagnes de fouilles depuis 2013. Les statuettes sont en craie et ont été découvertes au milieu d'un amas d'outils en silex usagés et d'ossements chevalins. Des rondelles en craie sculptées ainsi que de petits fossiles hélicoïdaux ont également été retrouvés. C'était probablement des éléments de parures corporelles. 60 m2 ont été explorés sur ce site prometteur. Des campagnes de fouilles sont à venir.

## Statuette découverte en 2014

### Description
La première statuette découverte en 2014 a été sculptée dans un seul bloc de craie et mesure 15 cm de hauteur. Elle a été découverte en 19 morceaux et a peut-être été fragmentée sous l'effet du gel ; une autre hypothèse suggère que la statuette aurait été volontairement brisée. Seuls le haut du buste et la tête ont été retrouvés isolés. Une grande partie de la statuette a pu être reconstituée mais la partie inférieure droite manque.
Comme c'est souvent le cas pour les Vénus paléolithiques, la tête est très schématique (une simple sphère, sans détail anatomique) et les bras sont à peine esquissés alors que les attributs sexuels féminins sont très accentués (poitrine opulente et des fesses exagérément projetées vers l'arrière, caractère appelé stéatopygie). Elle date du Gravettien (environ 23 000 ans avant le présent).

### Une découverte exceptionnelle
La découverte de cette Vénus de Renancourt est exceptionnelle. La dernière statuette gravettienne trouvée en France avait été mise au jour en 1959 à Tursac (Dordogne). Sur l'ensemble du territoire national, on dénombrait une quinzaine de statuettes de ce type, provenant essentiellement du grand quart sud-ouest du pays.
Ce fut la première « Vénus » découverte dans le Nord de la France, attribuée à la phase finale de la culture gravettienne. C'était l'un des rares témoignages de la présence de l'Homme de Cro-Magnon (un Homo sapiens) au début du Paléolithique supérieur dans le nord de la France.

## Statuette découverte en 2019

### Description
La campagne de fouille effectuée en 2019 a permis de mettre au jour le 4 décembre 2019 une statuette en craie mesurant 4 cm de hauteur. Elle a été sculptée dans un seul bloc mais retrouvée en trois morceaux. Cette découverte vient compléter la mise au jour de quinze statuettes de ce type. Cette « Vénus » est stéatopyge : fessier volumineux, cuisses et seins hypertrophiés. Les bras sont simplement esquissés, le visage représenté sans traits. Elle est également surmontée d'une coiffure (ou coiffe) représentée par de fines incisions en quadrillage qui rappelle celle de la Dame de Brassempouy.

### Une statuette parmi d'autres
Entre 2014 et 2019, quinze statuettes de ce type ont été retrouvées sur le site d'Amiens-Renancourt 1, mais seule celle mise au jour en 2019 est entière ; elle est également la mieux conservée et celle ayant le plus grand nombre de détails. Ces découvertes ont permis de doubler le nombre des « Vénus » gravettiennes découvertes en France. La présence sur le site de plusieurs milliers de fragments de craie, qui semblent être des déchets de fabrication, accréditent l'hypothèse de la présence d'un atelier de fabrication. Les ateliers de ce type mis au jour sont très peu nombreux, on en connait en Europe centrale et en Russie.
La signification et la fonction de ces figurines font l'objet de plusieurs interprétations. L'hypothèse la plus communément partagée voit dans ces statuettes un symbole de fécondité. Mais l'obésité pourrait aussi être une caractéristique de survie pendant une période qui a été parmi les plus froides de l'histoire de l'humanité (dernier maximum glaciaire de la glaciation de Würm d'environ 30 000 à 11 700 ans AP).
Henri Delporte recense, en 1994, 244 Vénus paléolithiques connues en Europe et en Sibérie.